# Spokóinaia Siniükha
Spokóinaia Siniükha - Спокойная Синюха (rus) - és una stanitsa del krai de Krasnodar, a Rússia. Es troba al Caucas Nord, a la vora del riu Spokóinaia Siniükha, tributari del Griaznuka Vtóraia, afluent del Labà, a 21 km a l'oest d'Otràdnaia i a 194 km al sud-est de Krasnodar. Pertany a l'stanitsa de Podgórnaia Siniükha.